# Leseordnung
Die Leseordnung der katholischen Kirche legt die biblischen Textstellen fest, die im Gottesdienst (Messfeier, Tagzeiten) der einzelnen Sonn- oder Werktage gelesen werden. Auch das Judentum sowie die meisten anderen christlichen Konfessionen kennen Leseordnungen. Wichtiger als in früheren Ordnungen ist für die Leseordnung nach dem Vorbild des Judentums das Prinzip der Bahnlesung.

## Ablaufordnung
Nach der katholischen Leseordnung des römischen Ritus für die Sonntage werden die wichtigsten Textstellen der Bibel in einem dreijährigen Turnus vorgetragen. Die drei Jahreszyklen (Lesejahre) werden mit den Buchstaben A, B und C bezeichnet. Jedes Jahr ist einem der drei synoptischen Evangelisten Matthäus (Lesejahr A), Markus (Lesejahr B) und Lukas (Lesejahr C) gewidmet, das heißt, es werden vorwiegend Evangelien dieses Evangelisten gelesen. Die wichtigsten Teile des Johannesevangeliums werden in den geprägten Zeiten (Advent, Weihnachtszeit, Fastenzeit und Osterzeit) jedes Kirchenjahres vorgetragen. Als Regel zur Zykluszuordnung teilt man das Kalenderjahr, in dem das Lesejahr beginnt (Advent), durch drei und verwendet den Rest (Jahreszahl modulo 3): 0 zu A, 1 zu B, 2 zu C. Oder: Am Anfang des Jahrtausends / Jahrhunderts (am 1. Adventsonntag 2001) stand Lesejahr A.
Darüber hinaus legt die Leseordnung auch die Texte der alttestamentlichen und der nichtevangelischen neutestamentlichen Lesungen (Briefe, Apostelgeschichte, Offenbarung) fest. Für jede katholische Sonntagsmesse außerhalb der Osterzeit sind ein alttestamentlicher Text, ein Ausschnitt aus der Briefliteratur oder der Apostelgeschichte und ein Evangelium aus den vier Evangelien vorgesehen. In der Osterzeit werden alle drei Perikopen aus dem Neuen Testament gelesen. Dennoch wird in manchen Gemeinden vor dem Evangelium auch nur eine Lesung vorgetragen.
Für die Wochentage gibt es eine eigene Leseordnung, die – abgesehen von den geprägten Zeiten Advent und Fastenzeit und manchen Heiligengedenktagen – für die erste Lesung nach „Jahr I“ und „Jahr II“ alterniert (in Lesejahren, die mit einem geraden Kalenderjahr beginnen: Jahr I; in Lesejahren, die mit einem ungeraden Kalenderjahr beginnen: Jahr II, wobei der Beginn eines Lesejahres mit dem Beginn des Kirchenjahres am 1. Advent zusammenfällt) und viele Schrifttexte zu Gehör bringt, für die an den Sonntagen kein Raum ist.
Somit treffen nach sechs Jahren wieder dieselben Lesungen in der gleichen Anordnung zusammen. Es folgen aufeinander die Jahre:
| A/I | B/II | C/I | A/II | B/I | C/II | A/I | B/II | … |
Die Leseordnung steht in enger Beziehung zum Kirchenjahr, dessen bewegliche Feste je nach ihrem Rang Vorrang vor dem Sonn- oder Wochentag der Zeit im Jahreskreis haben können.
Das Lesejahr beginnt stets am 1. Adventssonntag. Dieser Sonntag bildet den Auftakt des Weihnachtsfestkreises. Nach der Weihnachtszeit (bis zum Sonntag nach dem 6. Januar, dem Fest der Taufe Jesu) folgt der erste Abschnitt des sog. Jahreskreises, der bis zum Anfang der Fastenzeit geht. Die vierzigtägige Fastenzeit bildet zusammen mit dem Osterfest und der Osterzeit (bis Pfingsten) den Osterfestkreis. Danach folgt bis zum Beginn des nächsten Lesejahres der zweite Abschnitt des Jahreskreises.
Die Leseordnung ist für die gesamte Kirche des Römischen Ritus verbindlich. Alle liturgischen Bibeltexte sind nach Tagen geordnet im mehrbändigen Lektionar abgedruckt. Als Auszug daraus findet in größeren Kirchen auch ein Evangelistar mit den Evangelienperikopen Verwendung. Ein gesondertes Epistolar ist nicht mehr üblich.
Für die Vorbereitung der Gottesdienste und zum Mitverfolgen der Texte im Gottesdienst (zum Beispiel für Schwerhörige) gibt es sogenannte Taschenmessbücher, die außer den Lesungen auch Einführungen zu den Texten und das Tages- bzw. Schlussgebet des jeweiligen Tages bieten. Das bekannteste Taschenmessbuch wird von der Erzabtei Beuron herausgegeben. Diese Ausgabe ist nach dem ursprünglichen Herausgeber, Pater Anselm Schott, benannt. Die erste Ausgabe des Schott erschien im Jahr 1884. In der damaligen Liturgie waren die Gebete (und auch die Schriftlesungen) ausschließlich in Latein, weswegen die zweisprachigen Volksmessbücher eine wichtige pastorale Funktion ausfüllten und in der Liturgischen Bewegung eine große Rolle spielten.

## Tabelle der Lesejahre
| Jahr | Lesejahr (Sonntage) | Lesejahr (Wochentage) | Beginn (erster Advent) | Fest der Taufe des Herrn | 1. Sonntag der Fastenzeit | Ostern    | Pfingsten | Dreifaltigkeitssonntag |
| 2021 | B                   | I                     | 29. November 2020      | 10. Januar               | 21. Februar               | 4. April  | 23. Mai   | 30. Mai                |
| 2022 | C                   | II                    | 28. November 2021      | 9. Januar                | 6. März                   | 17. April | 5. Juni   | 12. Juni               |
| 2023 | A                   | I                     | 27. November 2022      | 8. Januar                | 26. Februar               | 9. April  | 28. Mai   | 4. Juni                |
| 2024 | B                   | II                    | 3. Dezember 2023       | 7. Januar                | 18. Februar               | 31. März  | 19. Mai   | 26. Mai                |
| 2025 | C                   | I                     | 1. Dezember 2024       | 12. Januar               | 9. März                   | 20. April | 8. Juni   | 15. Juni               |
| 2026 | A                   | II                    | 30. November 2025      | 11. Januar               | 22. Februar               | 5. April  | 24. Mai   | 31. Mai                |